# Anton Heinrich Hermann von Velen

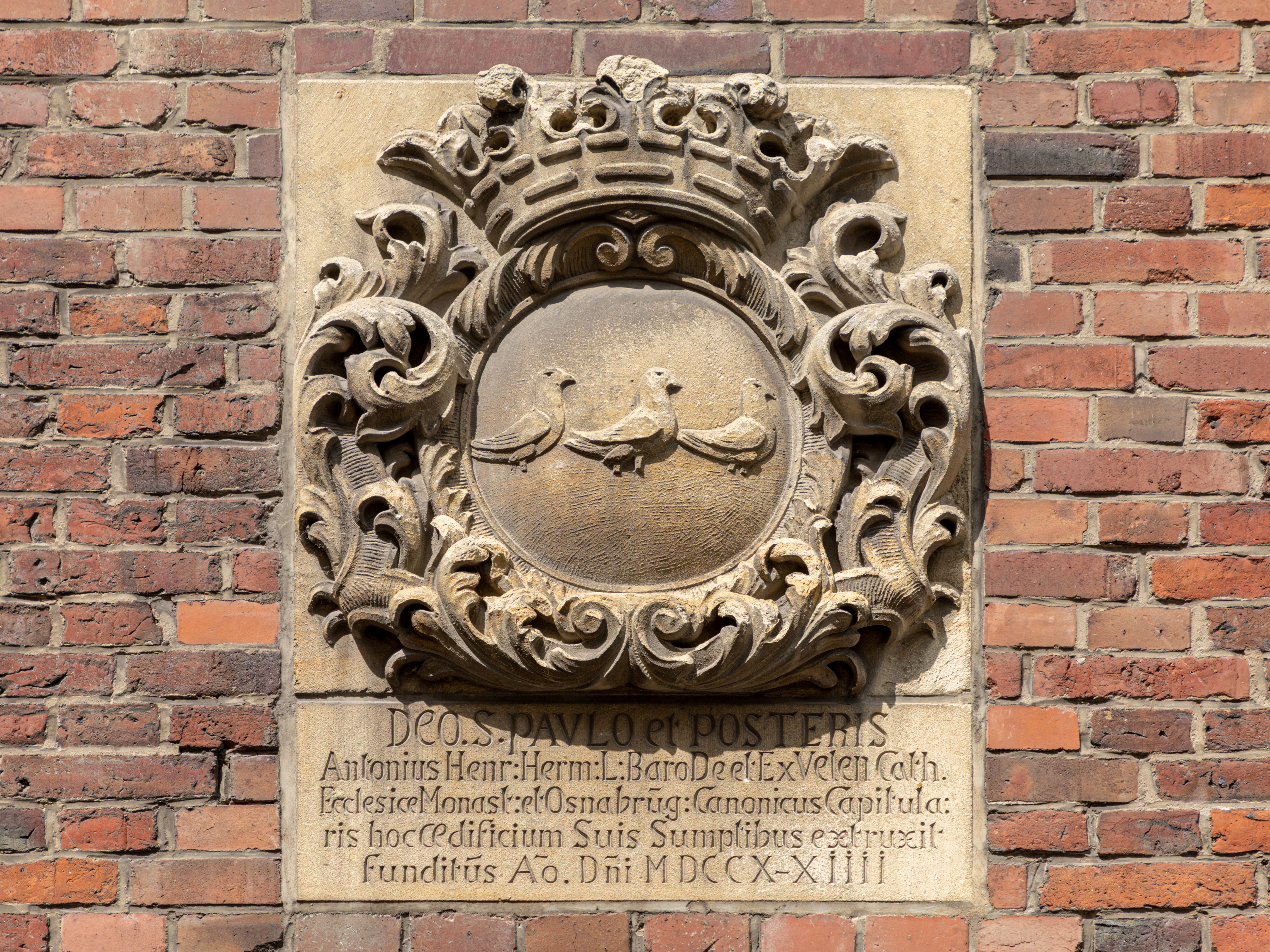
Wappenstein an der ehemaligen Remise der Propstei des alten Domes, Münster

Anton Heinrich Hermann von Velen (* 3. Januar 1678 in Schloss Velen; † 14. April 1752 in Münster) war Domherr in Münster und Osnabrück.

## Leben

### Herkunft und Familie
Anton Heinrich Hermann von Velen wuchs als Sohn des Hermann Matthias von Velen und seiner Gemahlin Margaretha Anna von Galen zu Assen (1644–1720, Tochter des Johann Heinrich von Galen) in der Familie von Velen, eines der ältesten Adelsgeschlechter in Westfalen, auf.
Er hatte mehrere Geschwister, darunter Christoph Alexander (1664–1725, Domherr in Münster und Amtsdroste) und Margaretha Theodora Agnes (1668–1750, Äbtissin in Nottuln). Vier Schwestern waren als Stiftsdamen in westfälischen Klöstern tätig.

### Werdegang und Wirken
Mit dem Erhalt der Tonsur am 15. Juni 1689 wurde Anton Heinrich auf ein geistliches Leben vorbereitet.
Am 27. Dezember 1691 erhielt er durch päpstlichen Zuspruch eine Dompräbende in Münster, weil sein Bruder Christoph Alexander verzichtet hatte. Fünf Jahre später schrieb er sich an der Universität in Paris ein. Am 15. Juni 1699 empfing er mit den Niederen Weihen auch die Subdiakonatsweihe. 1704 verlieh ihm der Turnar eine Dompräbende in Osnabrück. Der Fürstbischof von Osnabrück ernannte ihn zum Oberjägermeister. 1737 verzichtete er auf die Präbende und wurde Propst von St. Ludgeri in Münster und erhielt am 6. November 1722 das Archidiakonat Winterswijk. 1739 war er Senior des münsterischen Domkapitels. Er wurde im Dom zu Münster begraben, wo sich sein Epitaph befindet.
In seinem Testament vom 13. Juli 1736 bedachte er seine Schwestern in den Klöstern und setzte seinen Neffen Hermann Anton Bernhard als Universalerben ein.